# Medalia lui Vittorino da Feltre

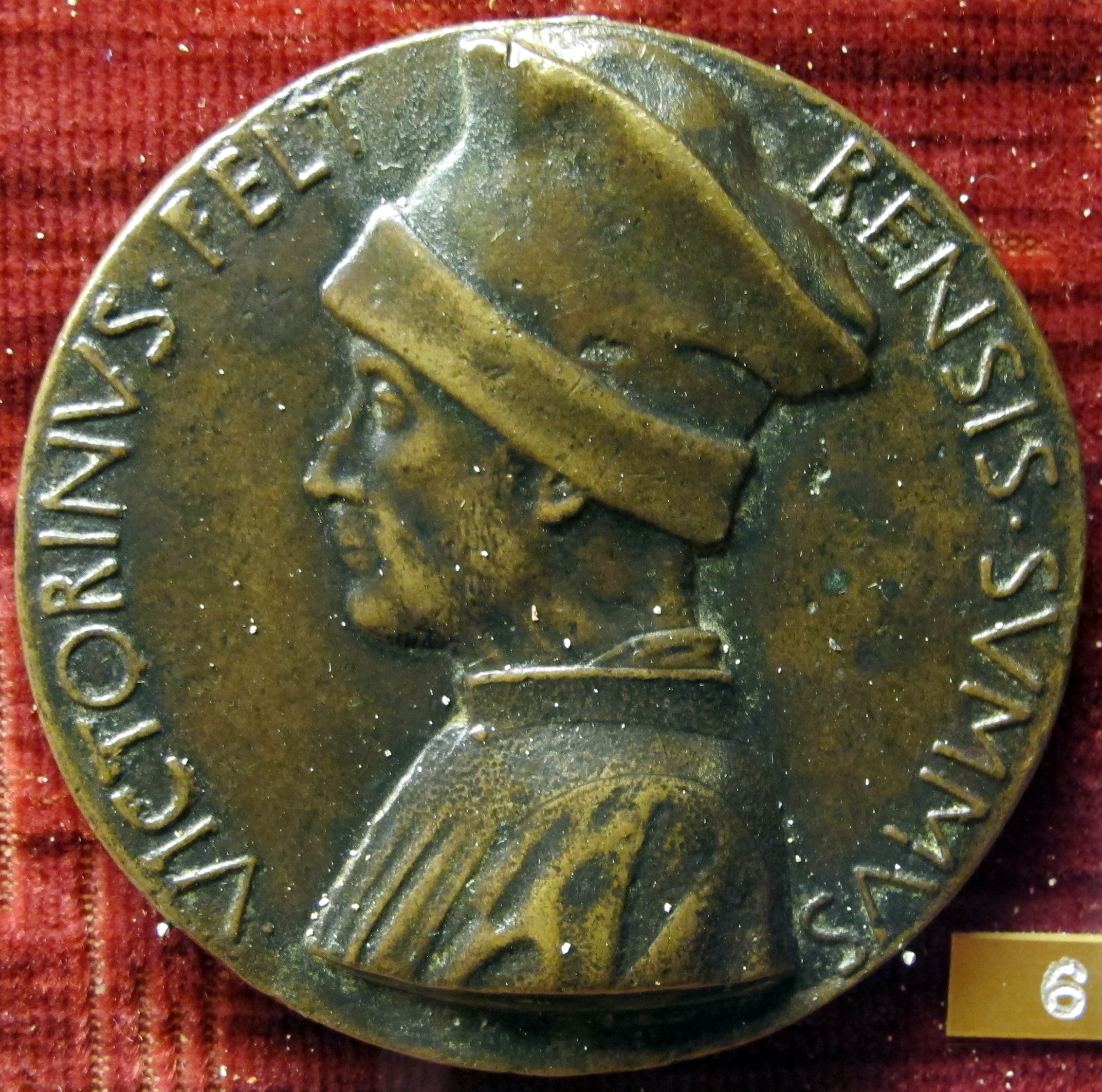
Medalia lui Vittorino da Feltre, avers

Medalia lui Vittorino da Feltre a fost realizată din bronz de artistul plastic italian Pisanello prin anul 1447 și are diametrul de 6,5 cm.

## Istorie

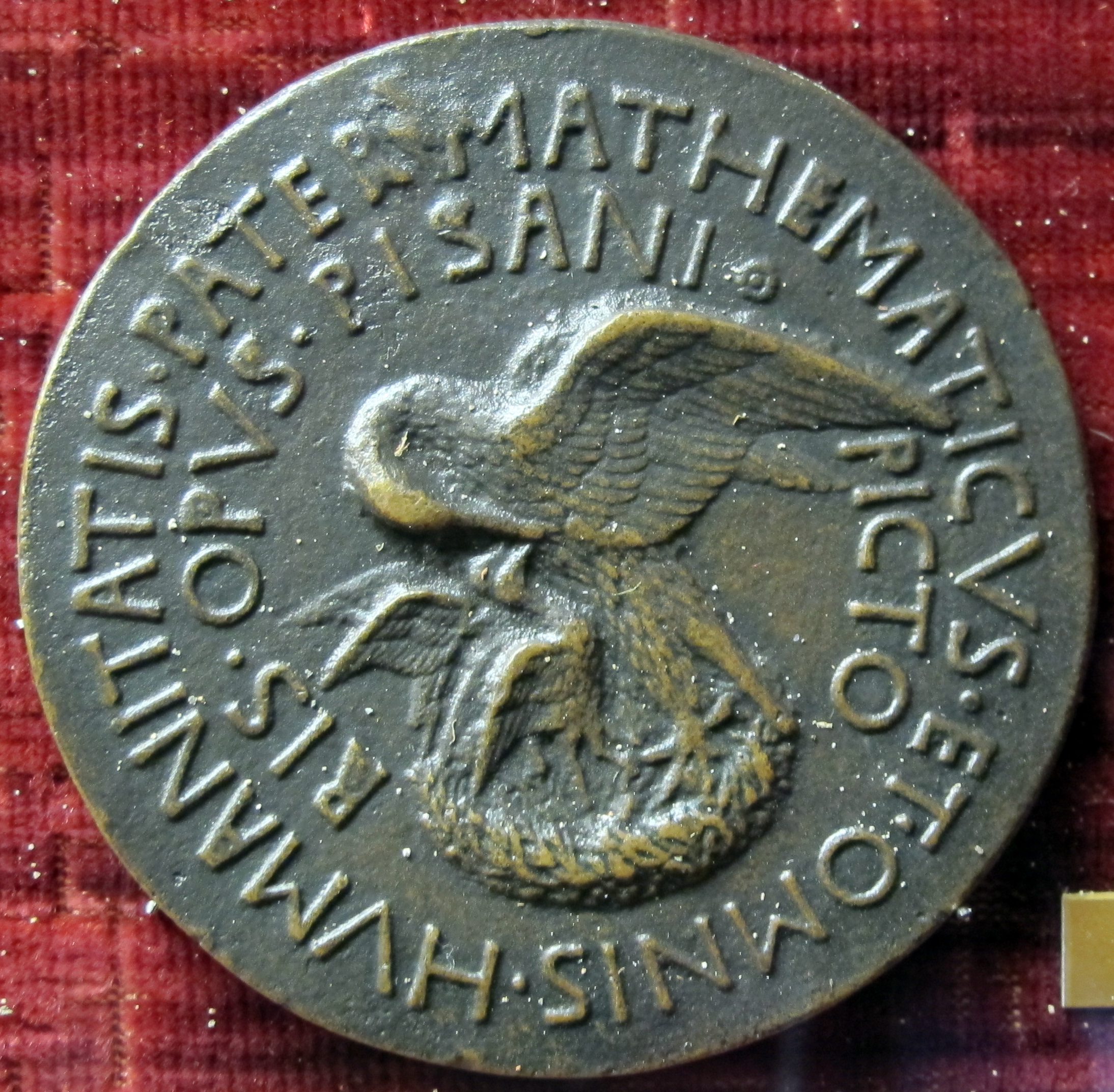
Medalia lui Vittorino da Feltre, revers

După ce a creat celebra medalie a lui Ioan al VIII-lea Paleologul (1438), restabilind tradiția așezării unor efigii ale unor persoane în viață, ca și pe monedele romane, Pisanello a fost foarte solicitat de către curțile italiene, creând vreo douăzeci de medalii.
Umanistul Vittorino da Feltre, preceptorul familiei Gonzaga și al altor familii importante ale seniorilor italieni, murise la 2 februarie 1446 la Mantova, unde se afla, în acel moment, și Pisanello. Medalia a fost executată imediat după aceea, pentru comemorarea sa.

## Descriere
Lucrarea a fost creată cu intenția clară de celebrare, în mod cinstit fără retorică gratuită, fiind capabilă să sublinieze autoritatea persoanei reprezentate, cu o utilizare restrânsă a elementelor decorative.
Pe aversul medaliei este gravată efigia umanistului în formă de bust, spre stânga, purtând pe cap o pălărie arătoasă. De-a lungul marginii medaliei, circular, în sensul acelor ceasornicului, este gravată inscripția, în latină: VICTORINVS FELTRENSIS SVMMVS (în română: „Supremul Vittorino da Feltre”).
Pe reversul medaliei, se vede imaginea simbolică a unui pelican la cuib, care își hrănește puii cu propriul său corp. Pe două rânduri, circular, de-a lungul marginii medaliei, se poate citi, în latină: MATHEMATICVS ET OMNIS HVMANITATIS PATER / PISANI PICTO / RIS OPVS (în română: „Matematician și părinte al întregii omeniri, operă a pictorului Pisan[ell]o”).